# اسفیدان (بجنورد)
اسفیدان یا ایسبیان روستایی از توابع بخش گرمخان شهرستان بجنورد استان خراسان شمالی است، این روستا به دلیل ساختار پلکانی خود شباهتی هم به روستای ماسوله فومن دارد. اهالی این روستا به زبان ترکی خراسانی صحبت می‌کنند.
از محصولات باغی روستای اسفیدان میتوان به گردو، گیلاس، آلبالو، سیب، زردآلو، گلابی، بادام اشاره کرد.
از مناطق دیدنی اسفیدان: امام زاده محمد باقر، دوستِ خدا، مجسمه انسان نما، ماسوله شمال شرقی پرشیا(ایران)، آبشار هینور و بارگاه، باغ های سرسبز و زیبا، چشمه های گوارا، دشت های خنسر و کرز واقع در میان کوه ها، مساجدی با معماری سنتی دلربا، حمام عمومی ، شبی خوانی و شله  در ایام تاسوعا عاشورا 

## دیدنیهای اسفیدان[۲]

### سمبل و بافت سنتی و باارزش روستای اسفیدان
بافت پلکانی و سنتی روستا و موقعیت جغرافیایی و ژئوپولتیک بی نظیر روستا و وجود درختان سندل سمبل روستای اسفیدان است. بنا به گفته معمرین روستا از نوع این درخت حدود ۱۷ اصله بوده که به علت واقع شدن در مسیر کوچه و ساخت حسینیه و مسجد و عدم آگاهی از اهمیت و ارزش آن، بیشتر آن‌ها را قطع نموده‌اند و فقط ۲ اصله باقی‌مانده که قطر تنه هرکدام در حدود ۲٫۶۵ متر می‌باشد. البته قابل ذکر است که قطع درختان تاریخی مذکور ونیز درخت کهنسال چنار در مرکز روستا با مخالفت شدید روحانی وقت ونیز تعدادی از اهالی روبرو گردیده ولی متأسفانه تندروی فردی که هویت آن بر همگان روشن است باعث گردیده درختان مذکور قطع و تاریخ اسفیدان از بین برود.

### دره و چشمه هینورد
در ضلع شمالغرب روستای اسفیدان، دره‌ای عمیق و طولانی بنام "هینوَرد (هین نبرد)" وجود دارد که به فاصله تقریبی نیم ساعت از روستا در کمرکش کوهی صخره‌ای چشمه‌ای زلال به همین نام خارج می‌شود و آب آن باغات اطراف را آبیاری می‌کند.

### دره و آبشار ( بارگه ) بهارگاه
در جنوب غرب روستای اسفیدان دره‌ای دیگر با نام «بهارگاه» با چشمه‌های متعدد و آبشار دیدنی که با نام هزار چشمه نیز معروف است و سرسبزی خاص خود، هر تازه‌واردی را به خود جذب می‌کند.
در ابتدای دره سمت چپ، زمینی تپه ماهوری به نام «موسو» حدود ۴۰ هکتار چند سال پیش بعلت رانش شدید، تمام باغات و خانه‌ها و درختان کهنسال آن در دل خاک فرورفت.

### قلعه‌های اسفیدان
در غرب روستای اسفیدان دیواری صخره‌ای نمایان است که به آن "تاش قلعه (قلعه سنگی)" می‌گویند. بر روی این قلعه دیوارهای سنگی و سفال ساده نخودی و قرمز و سفال‌های منقش به رنگ‌های مختلف دیده می‌شود.

### برج‌های اسفیدان
بر فراز کوه‌های اطراف روستای اسفیدان، آثار برج‌های سنگی قدیمی مشاهده می‌شود که مصالح بکار رفته در آن‌ها سنگ و ساروج است. معروفترین آن‌ها یکی برج "قاری مالاق" و دیگری برج "قارقه (کلاغ)" در شمال غرب روستاست که پایه‌های آن هنوز باقی‌مانده‌است.

### غارهای اسفیدان
در ضلع شمال غربی روستا بر بالای صخره چشمه «هینوَرد» کوهی بنام «خزانه» وجود دارد که در بالای آن غار «خزانه راهه» واقع شده‌است. بگفته مردم، غاریست دست‌ساز در انتهای آن چاهی وجود دارد که در قدیم به عنوان پناهگاه استفاده می‌کرده‌اند. غار دیگری بنام «ییجت» یا «معصوم» وجود دارد که دارای استالاگتیت و استالاگمیت می‌باشد. صخره عجیب در مسیر اول (ده ریز) که شبیه سر آدمیزاد می‌باشد بسیار خیره‌کننده و جالب توجه است.

## بنای امامزاده محمد بن باقر بن موسی بن جعفر
در روستای اسفیدان بنای امامزاده محمد بن باقر بن موسی بن جعفر قرار دارد که بنایی قدیمی با گنبدی کوتاه می‌باشد که به گفته اهالی روستا ازتاریخ دفن این امامزاده بیش ازهزار سال می‌گذرد و بر اساس اظهارنظر کارشناسان اداره میراث فرهنگی خراسان شمالی، بنای اولیه آرامگاه در قرن ششم هجری ایجاد گشته‌است.

## مشاغل اهالی اسفیدان
شغل اصلی مردم این روستا بیشتر باغ داری و زراعت است. همچنین پرورش دام نیز از جمله مشاغل مردم این مکان است که از میان دام‌ها بیشتر اهالی به پرورش گوسفند، بز، ماکیان و گاو علاقه بیشتری نشان می‌دهند. همچنین زنبورداری و پرورش ماهی نیز در این روستا انجام می‌شود. بافت فرش‌های گل ابریشم طرح نائین و چادر شب دوزی نیز از صنایع دستی رایج در این منطقه می‌باشد.

## محصولات کشاورزی
مهمترین محصولات اسفیدان گردو، گیلاس، گلابی، آلبالو، انگور، سیب و انواع محصولات باغی دیگر سیب زمینی می‌باشد که گردوی آن صادراتی بوده و با کیفیت‌ترین گردوی موجود در بازار استان می‌باشد.
ماهی قزل آلای اسفیدان از بهترین و خوشمزه‌ترین ماهی‌های سرد آبی پرورشی می‌باشد.

## خطر ریزش سنگ
به نقل از خبرگزاری برنا در تاریخ ۹ مهر ۱۳۹۲، خطر ریزش سنگ از کوه‌های پیرامون روستا امری مهم و جدی است که انجام مطالعات علمی و اجرای اقدامات پیشگیرانه و اصولی برای تثبیت سنگ‌های کوه‌های پیرامون این روستا به منظور ایمن‌سازی آن بسیار ضروری می‌باشد و باید مسئولان امر، توجه جدی نسبت به این موضوع داشته باشند.